# Sozina-Tunnel (Straße)
Der Sozina-Tunnel (montenegrinisch: Тунел Созина / Tunel Sozina) im Süden Montenegros ist der längste Straßentunnel des Landes. Er unterquert die Gebirgskette Paštrovići, welche die montenegrinische Adriaküste von der Tiefebene rund um den Skutarisee trennt. Das südliche Portal liegt in der Nähe von Sutomore an der Adriaküste, während das Nordportal einige Kilometer südlich von Virpazar am Fuß der Paštrovići-Berge liegt. Parallel verläuft der gleichnamige Eisenbahntunnel.

## Bau
Die Kosten für den Tunnel betrugen 70 Millionen Euro. Er wurde am 13. Juli 2005, dem montenegrinischen Nationalfeiertag, eröffnet und ist seit dem 15. Juli mautpflichtig. Die Mautstelle befindet sich vor dem Nordportal. Die beträgt für PKW aktuell 2,50 Euro pro Durchfahrt. Der zuständige Betreiber ist Monteput.

## Bedeutung
Als direkte Verbindung zwischen der Hafenstadt Bar und der montenegrinischen Hauptstadt Podgorica ist der Sozina-Tunnel ein wichtiger Baustein der montenegrinischen Verkehrssystems und verkürzt die Fahrzeit zwischen beiden Städten gegenüber der bis zu 805 Meter hohen Passstraße drastisch. Die Fahrt zwischen den beiden Städten dauert nun etwa eine Stunde mit dem Auto.
Als Magistralni put M1.1 verbindet sie die M1 mit der M2.